# Dampierre-Saint-Nicolas
Dampierre-Saint-Nicolas est une commune française située dans le département de la Seine-Maritime en région Normandie.

## Géographie

### Localisation
La commune est traversée par l'avenue verte, itinéraire cyclable qui relie Paris à Londres.

### Hydrographie
La commune est située dans le bassin Seine-Normandie. Elle est drainée par l'Arques, le ruisseau des Fontaines, des bras de la Béthune et  et un autre petit cours d'eau,.
L'Arques, d'une longueur de 67 km, prend sa source dans la commune de Gaillefontaine, à une altitude de 204 m (le cours d'eau porte alors le nom de rivière de la Béthune) et se jette  dans la Manche à Dieppe, après avoir traversé 24 communes. 

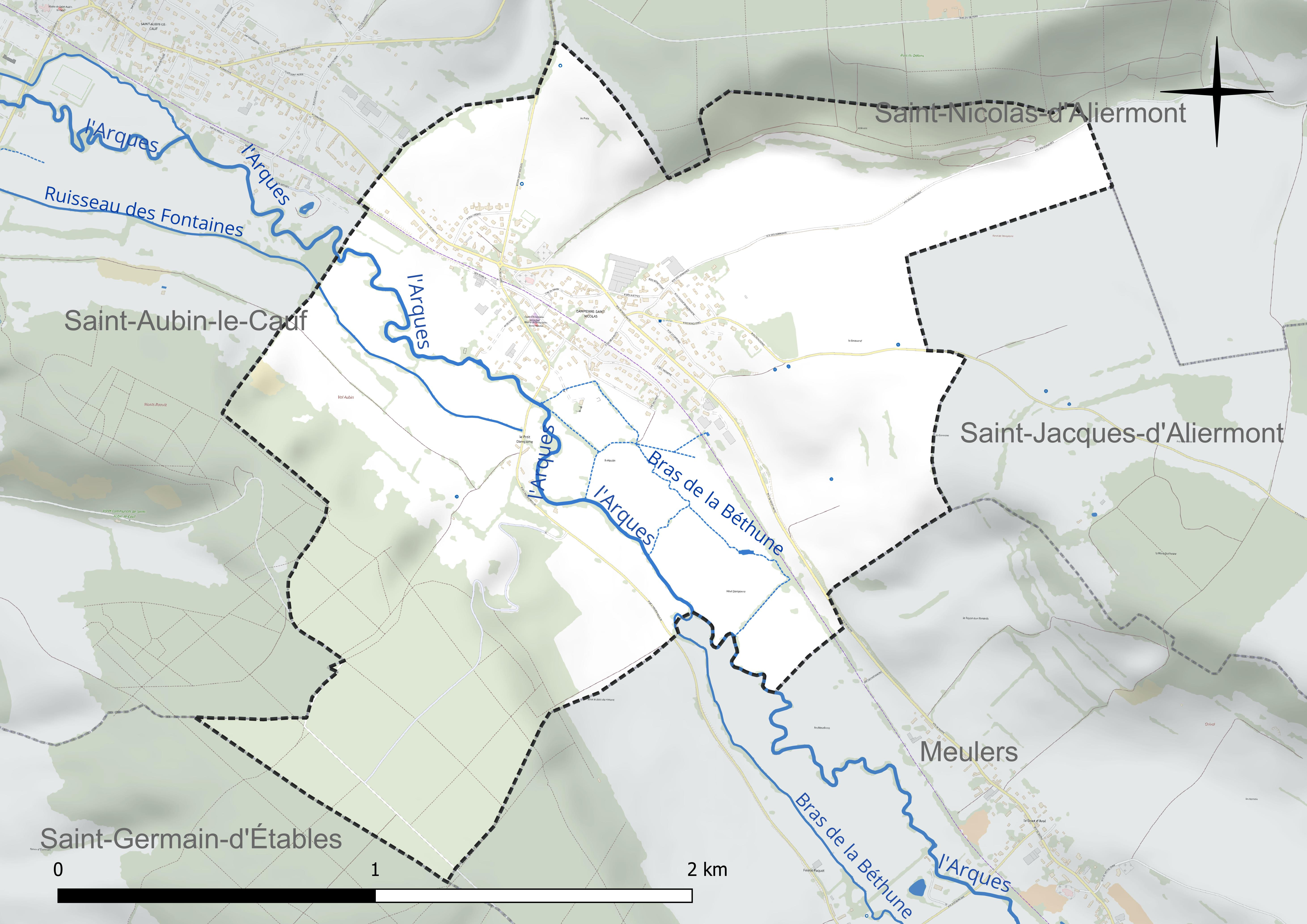
Réseau hydrographique de Dampierre-Saint-Nicolas.

### Climat
Pour des articles plus généraux, voir Climat de la Normandie et Climat de la Seine-Maritime.
En 2010, le climat de la commune est de type climat océanique franc, selon une étude du CNRS s'appuyant sur une série de données couvrant la période 1971-2000. En 2020, Météo-France publie une typologie des climats de la France métropolitaine dans laquelle la commune est exposée à un climat océanique et est dans la région climatique Côtes de la Manche orientale, caractérisée par un faible ensoleillement (1 550 h/an) ; forte humidité de l’air (plus de 20 h/jour avec humidité relative > 80 % en hiver), vents forts fréquents. Parallèlement le GIEC normand, un groupe régional d’experts sur le climat, différencie quant à lui, dans une étude de 2020, trois grands types de climats pour la région Normandie, nuancés à une échelle plus fine par les facteurs géographiques locaux. La commune est, selon ce zonage, exposée à un « climat maritime », correspondant au Pays de Caux, frais, humide et pluvieux, légèrement plus frais que dans le Cotentin.
Pour la période 1971-2000, la température annuelle moyenne est de 10,7 °C, avec une amplitude thermique annuelle de 13 °C. Le cumul annuel moyen de précipitations est de 845 mm, avec 12,7 jours de précipitations en janvier et 8,4 jours en juillet. Pour la période 1991-2020, la température moyenne annuelle observée sur la station météorologique la plus proche, située sur la commune de Dieppe à 11 km à vol d'oiseau, est de 11,3 °C et le cumul annuel moyen de précipitations est de 805,2 mm,. Pour l'avenir, les paramètres climatiques de la commune estimés pour 2050 selon différents scénarios d’émission de gaz à effet de serre sont consultables sur un site dédié publié par Météo-France en novembre 2022.

## Urbanisme

### Typologie
Au 1er janvier 2024, Dampierre-Saint-Nicolas est catégorisée commune rurale à habitat dispersé, selon la nouvelle grille communale de densité à sept niveaux définie par l'Insee en 2022.
Elle est située hors unité urbaine. Par ailleurs la commune fait partie de l'aire d'attraction de Dieppe, dont elle est une commune de la couronne,. Cette aire, qui regroupe 62 communes, est catégorisée dans les aires de 50 000 à moins de 200 000 habitants,.

### Occupation des sols
L'occupation des sols de la commune, telle qu'elle ressort de la base de données européenne d’occupation biophysique des sols Corine Land Cover (CLC), est marquée par l'importance des territoires agricoles (67 % en 2018), une proportion sensiblement équivalente à celle de 1990 (67,5 %). La répartition détaillée en 2018 est la suivante : 
prairies (38,7 %), terres arables (28,3 %), forêts (23,1 %), zones urbanisées (9,9 %). L'évolution de l’occupation des sols de la commune et de ses infrastructures peut être observée sur les différentes représentations cartographiques du territoire : la carte de Cassini (XVIIIe siècle), la carte d'état-major (1820-1866) et les cartes ou photos aériennes de l'IGN pour la période actuelle (1950 à aujourd'hui).

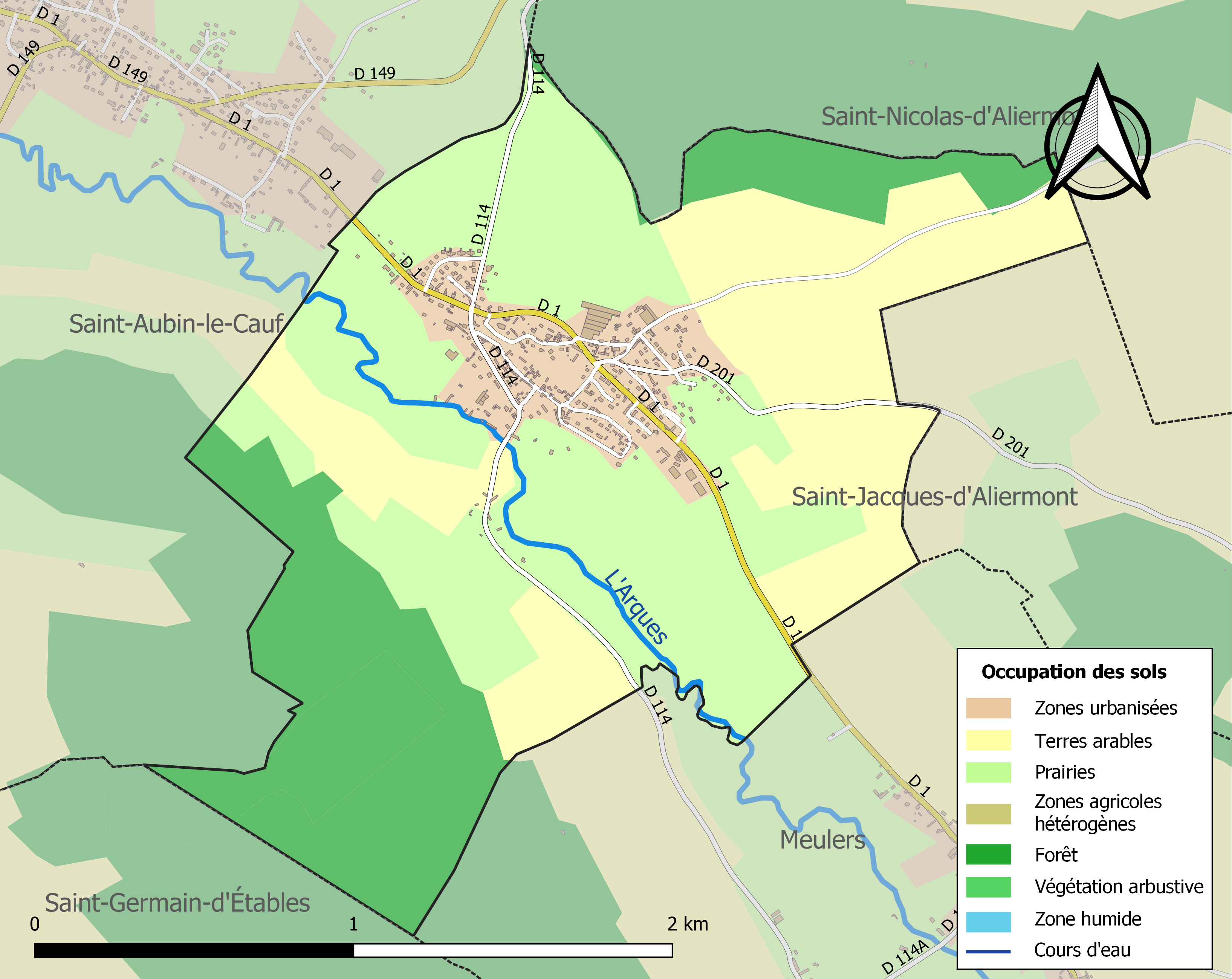
Carte des infrastructures et de l'occupation des sols de la commune en 2018 (CLC).

## Toponymie
L'hagiotoponyme caché de la localité est attesté sous la forme Domnus Petri entre 943 et 986.
Appellation hagionymique, dérivée du latin dominus, dam est l'équivalent ancien de saint. Dampierre est donc une forme ancienne de Saint Pierre.
L'hagiotoponyme Saint-Nicolas évoque Saint-Nicolas-d'Aliermont, bourg voisin de 3 km.

## Histoire
Le 4 octobre 1154, Robert de Dampierre(-Saint-Nicolas) et Nicolas de Moreuil, abbé de Corbie, concluent devant Arnoul évêque de Lisieux et Robert de Neufbourg justicier de Normandie, un accord sur le partage des biens et droits revenant à chacune des parties à Dampierre. Ce village dépendait de l'abbaye de Corbie. Les armes de cette famille de Dampierre sont : « d'argent, à trois losanges de sable »,.
Au XVIe siècle, la seigneurie de Dampierre(-Saint-Nicolas) passe à la famille : de Saint-Ouen(-sous-Bailly) dont les armes sont : « d'azur au sautoir d'argent, cantonné de quatre aiglettes au vol abaissé du même » (il y eut plusieurs mariages aux XVe et XVIe siècles entre des Saint-Ouen et des filles Dampierre).
Puis en 1586 Louise de SAINT-OUEN, unique héritière, apporte par mariage, la seigneurie de Dampierre (-Saint-Nicolas) à Jean de GUIRAN dont les armes sont : << d'azur, à la bande d'or, accompagné de deux colombes d'argent, becquées et membrés de gueules, posées 1 en chef 1 en pointe, à la bordure engreslée de même >> (cette famille : de Guiran, a pour origine : Hugon Guiran, marchand à Aix(-en-Provence) en 1355). Par lettres d'octobre 1673, la seigneurie est érigée en baronnie en faveur de Guillaume de Guiran, gentilhomme ordinaire de la Chambre du Roi.
En 1715, l'héritière de Dampierre, Marie de Guiran, épouse Pierre Le Vignier seigneur d'Envronville. Une de leurs petites-filles épousera en 1775, François-Marc-Antoine de Fautereau dont les armes sont : « d'azur, à trois croissants d'or ». Leur petit-fils, Adolphe Léon comte de Dary marquis de Senarpont, deviendra maire de Dampierre de 1848 à 1870.
En décembre 1873, le tronçon de chemin de fer Neufchâtel - Dieppe, est mis en service. Le 23 janvier 1903, Dampierre prend de nom de Dampierre-Saint-Nicolas. Le mandat de maire le plus long à ce jour pour la commune est celui de René Manoury (1959-1989). En 1988, la section de voie ferrée située entre Serqueux et Arques-la-Bataille est déclassée ; elle sera transformée en piste cyclable et baptisée « Avenue Verte » depuis 2003.

## Politique et administration
| Période                                  | Période                    | Identité          | Étiquette | Qualité                                       |
| ---------------------------------------- | -------------------------- | ----------------- | --------- | --------------------------------------------- |
| Les données manquantes sont à compléter. |                            |                   |           |                                               |
| mars 1959                                | mars 1989                  | René Manoury      |           | Agriculteur                                   |
| mars 1989                                | mars 2008                  | Nicole Lemaitre   |           |                                               |
| mars 2008                                | septembre 2011             | Jean-Yves Hennaff |           | Responsable de production Décédé en fonctions |
| novembre 2011                            | juillet 2020,              | Patrice Pannier   |           | Retraité de la métallurgie                    |
| juillet 2020                             | En cours (au 10 août 2020) | Bernard Tomkow    |           | Retraité du ministère de la défense           |

## Démographie
L'évolution du nombre d'habitants est connue à travers les recensements de la population effectués dans la commune depuis 1793. Pour les communes de moins de 10 000 habitants, une enquête de recensement portant sur toute la population est réalisée tous les cinq ans, les populations de référence des années intermédiaires étant quant à elles estimées par interpolation ou extrapolation. Pour la commune, le premier recensement exhaustif entrant dans le cadre du nouveau dispositif a été réalisé en 2007.

En 2022, la commune comptait 447 habitants, en évolution de −8,59 % par rapport à 2016 (Seine-Maritime : +0,35 %, France hors Mayotte : +2,11 %).
| 1793 | 1800 | 1806 | 1821 | 1831 | 1836 | 1841 | 1846 | 1851 |
| ---- | ---- | ---- | ---- | ---- | ---- | ---- | ---- | ---- |
| 329  | 333  | 338  | 299  | 345  | 342  | 361  | 352  | 353  |

| 1856 | 1861 | 1866 | 1872 | 1876 | 1881 | 1886 | 1891 | 1896 |
| ---- | ---- | ---- | ---- | ---- | ---- | ---- | ---- | ---- |
| 364  | 352  | 343  | 324  | 328  | 316  | 341  | 338  | 308  |

| 1901 | 1906 | 1911 | 1921 | 1926 | 1931 | 1936 | 1946 | 1954 |
| ---- | ---- | ---- | ---- | ---- | ---- | ---- | ---- | ---- |
| 312  | 270  | 295  | 293  | 319  | 312  | 308  | 333  | 310  |

| 1962 | 1968 | 1975 | 1982 | 1990 | 1999 | 2006 | 2007 | 2012 |
| ---- | ---- | ---- | ---- | ---- | ---- | ---- | ---- | ---- |
| 333  | 396  | 509  | 510  | 515  | 483  | 510  | 514  | 523  |

| 2017 | 2022 | - | - | - | - | - | - | - |
| ---- | ---- | - | - | - | - | - | - | - |
| 472  | 447  | - | - | - | - | - | - | - |

## Culture locale et patrimoine

### Lieux et monuments
La commune compte ces monuments notables :
- l'église Saint-Pierre ;
- la porte de l'ancien château de Dampierre-Saint-Nicolas, laquelle est figurée sur le blason de la commune mais, faute d'entretien, s'abîme. Le chatelet d'entrée, en pierre blanche, et les deux tours pointues en brique, sont les seuls vestiges du château. Construit au XVIe siècle, il fut totalement transformé en 1865, en imitation du style Renaissance par son propriétaire, le comte Adolphe Dary de Sénarpont. Cette somptueuse demeure avait la visite hebdomadaire d'un horloger de Saint-Nicolas chargé de remonter les pendules... Dégradé sous l'occupation allemande pendant la Seconde Guerre mondiale, le château resta ensuite à l'abandon.

### Personnalités liées à la commune
- Marc-Antoine de Dampierre (1676-1756), commandant des équipages verts du roi Louis XV, surnommé le « Père des fanfares de chasse ».

### Héraldique
| Armes de Dampierre-Saint-Nicolas | Les armes de la commune de Dampierre-Saint-Nicolas figurent la porte de l'ancien château de la commune et se blasonnent ainsi : D'azur, à la porte de château du lieu, surmonté de trois losanges rangés en chef, le tout d'or (écu timbré d'une couronne de baron),. (adopté par le conseil municipal du 24 mai 2013) |

### Images

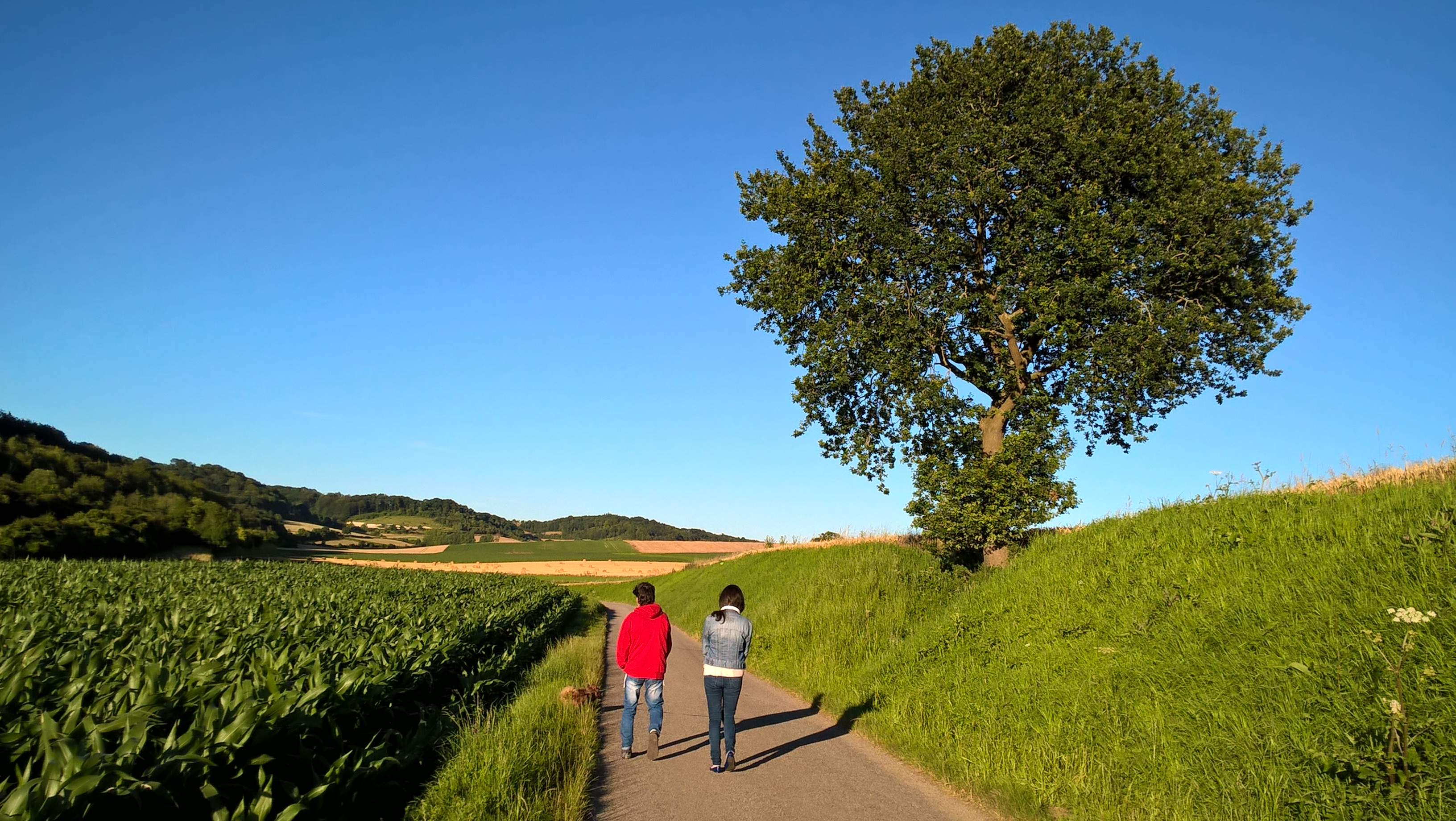
Route des Demagnes